# 章子峰

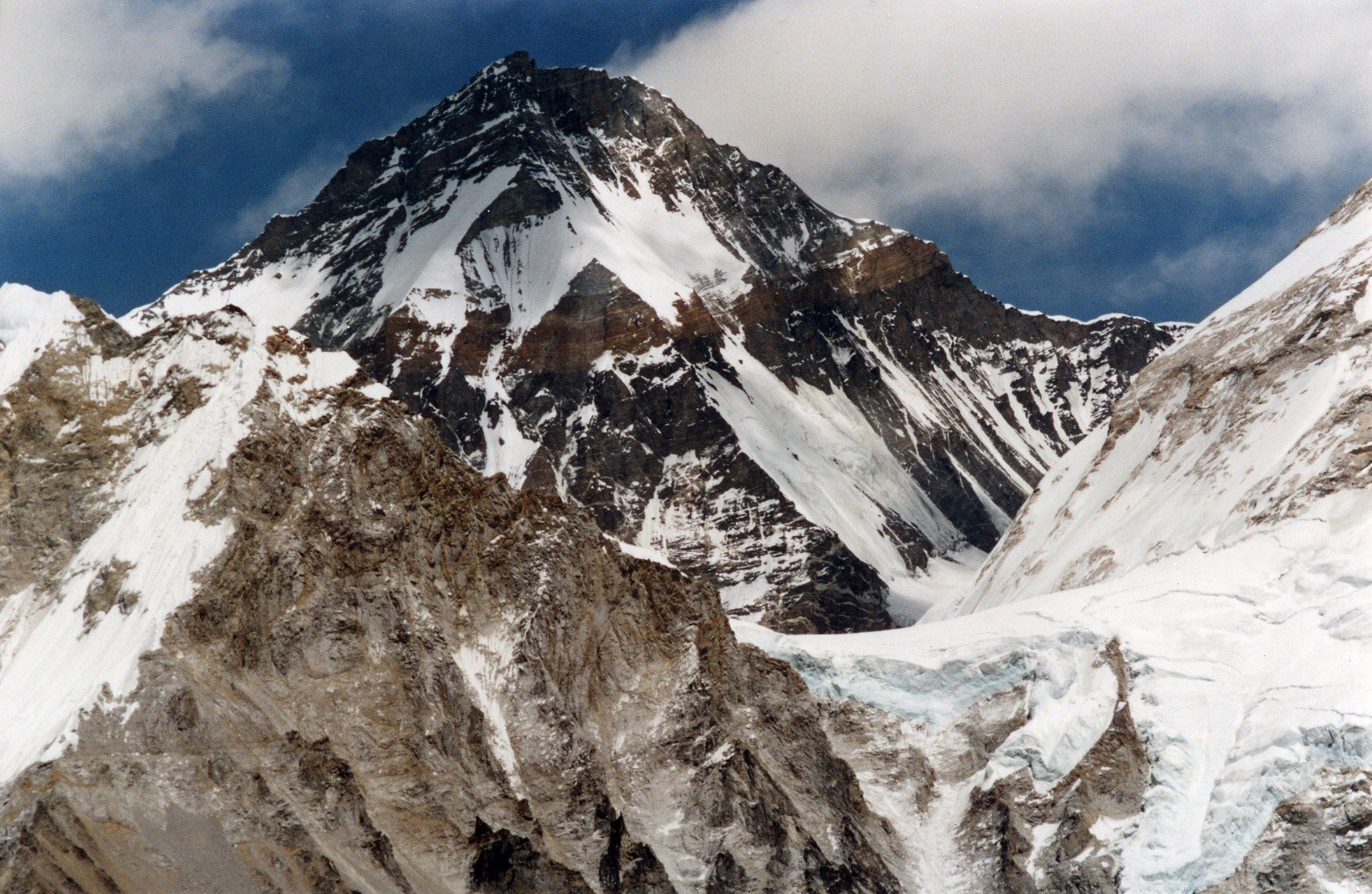

章子峰是西藏的山峰，位於喜馬拉雅山脈，處於珠穆朗瑪峰以北，海拔高度7,543米，是全球第45高山峰，西德攀山隊在1982年10月3日首次登上該山峰。